# Vanault-les-Dames
Vanault-les-Dames ist eine französische Gemeinde im Département Marne in der Region Grand Est (bis 2015 Champagne-Ardenne).

## Geschichte

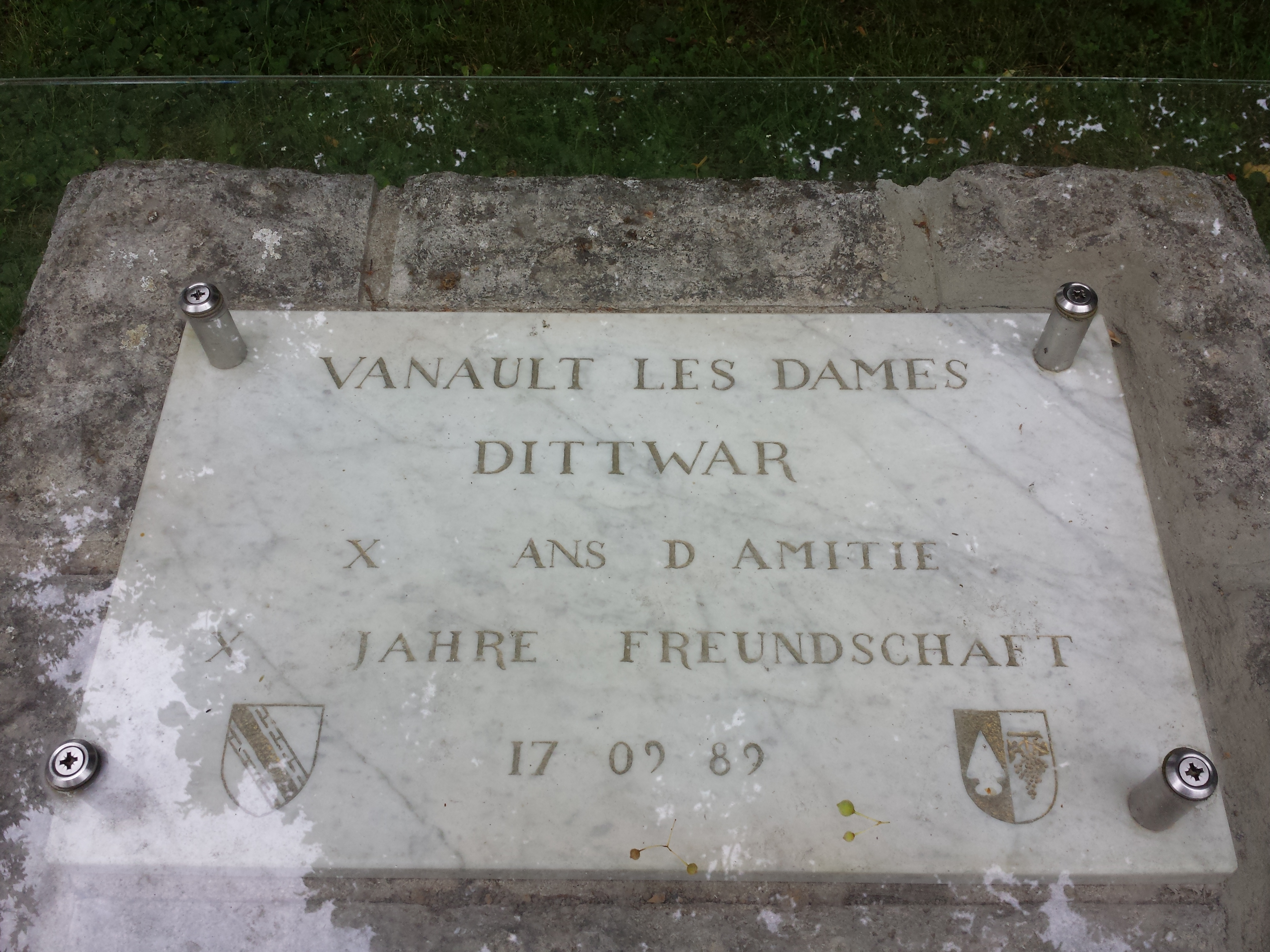
Gemeindepartnerschaft, Gedenkstein in Dittwar

Während der Französischen Revolution führte die Stadt vorübergehend die Namen Vanault und Vanault les Frères.
Seit 1979 besteht eine Partnerschaft mit dem Tauberbischofsheimer Stadtteil Dittwar in Deutschland.

## Bevölkerungsentwicklung
| Jahr      | 1962 | 1968 | 1975 | 1982 | 1990 | 1999 | 2010 | 2018 |
| Einwohner | 403  | 410  | 348  | 345  | 292  | 331  | 405  | 365  |

## Kultur und Sehenswürdigkeiten

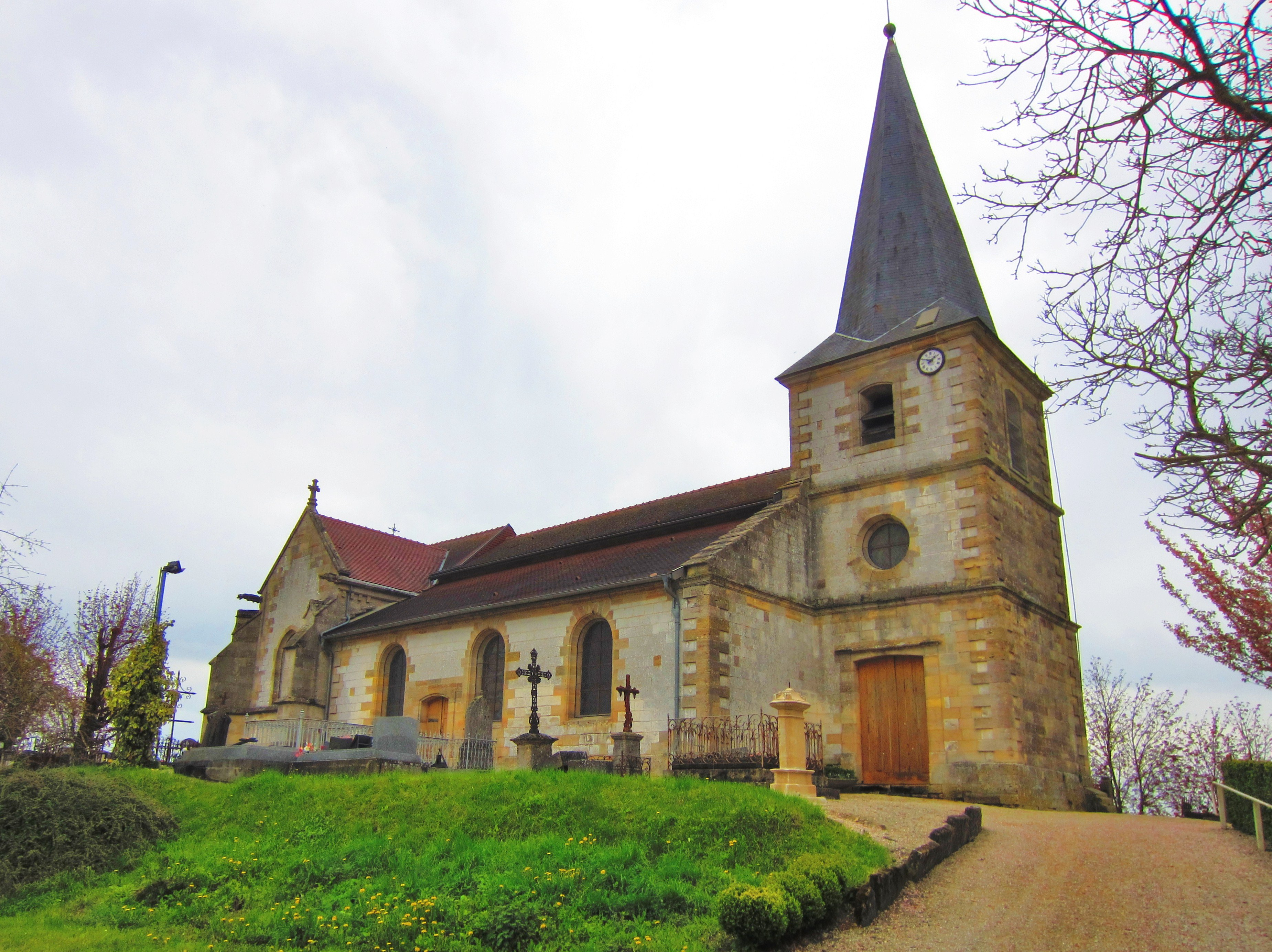
Die Saint-Rémi-Kirche in Vanault-les-Dames

In Vanault-les-Dames befindet sich eine Saint-Rémi-Kirche aus dem neunzehnten Jahrhundert.